# جون وليامز (مترجم)
جون وليامز (بالإنجليزية: John Williams)‏ (و. 1796 – 1839 م) هو مترجم، ومبشر، ومترجم الكتاب المقدس ‏ بريطاني، ولد في توتنهام، توفي في فانواتو، عن عمر يناهز 43 عاماً.

## روابط خارجية
- جون وليامز على موقع الموسوعة البريطانية (الإنجليزية)